# Hommage à Piero della Francesca
Hommage à Piero Della Francesca est une photographie de Claude Simon prise entre 1937 et 1960 qui fait l'objet d'un accrochage dans les collections permanentes du musée national d'Art moderne depuis 2013.

## Description
Cette photographie est une épreuve gélatino-argentique en noir et blanc. 
Elle présente en contre-plongée trois paires de jambes de mannequins de bois sans tronc dans un étal de vitrine.

## Esthétique
Cette photographie reflète des thèmes et des motifs que l'on retrouve dans les romans de Claude Simon. L'étal de vitrine est, en effet,un motif que l'on retrouve dans les textes de Claude Simon, notamment dans La Bataille de Pharsale ou Les Corps conducteurs. Sa composition fait écho à sa conception littéraire qui cherche à « donner à voir ».
Mais, à ce souci de visible photographique, s'ajoute aussi une volonté de prise en compte de l'invisible photographique que l'on retrouve dans toutes les photographies de Claude Simon.
Claude Simon se réfère à la technique picturale de Piero della Francesca
dont l' "absence de profondeur" et la " superposition spatiale au moyen de surfaces qui se touchent" pourraient être comparés à la technique de la marqueterie.
Un autre motif emprunté à Piero della Francesca, le jeune trompette à la haute coiffure, peut être trouvé dans l' Album d'un amateur.

## Expositions
Cette photographie fait partie de la donation de trente photographies par Réa Simon, veuve de Claude Simon, au musée national d'Art moderne en 2013.
Elle a été exposée précédemment en France dans les lieux suivants :
- galerie Maeght, Paris : exposition de photographies : 12 - 28 mars 1992 ;
- galerie Municipale du Château d’Eau, mairie de Toulouse : 8 avril - 3 mai 1992 ;
- château de Vitré, Vitré : exposition Claude Simon, Gérard Dalla Santa, vingt ans de création photographique en France: 5 au 30 juillet 1992 ;
- chapelle du CRDP de Poitiers: exposition de photographies : 14 janvier - 1er mars 2003 ;
- Saintes : exposition de photographies : 11 - 29 mars 2003 ;
- centre Pompidou, Paris, Claude Simon photographe : 2 octobre 2013 - 10 mars 2014.